# Vladimir Kaminsky
Vladimir Kaminsky (n. 18 aprilie 1950, Cna⁠(d), Papiarnianski sieĺsaviet⁠(d), RSS Bielorusă, URSS) este un ciclist de performanță ce a reprezentat Uniunea Republicilor Sovietice Socialiste, medaliat olimpic. A participat la o ediție a Jocurilor Olimpice (1976) în care a câștigat o medalie de aur.

## Participări
Lista de mai jos prezintă principalele competiții la care a participat Vladimir Kaminsky de-a lungul carierei.
- cycling at the 1976 Summer Olympics – men's team time trial[*]